# Slöjbräcka
Slöjbräcka (Saxifraga cuneifolia), även känd som Lesser London Pride är en stenbräckeväxtart. Slöjbräcka ingår i Bräckesläktet som ingår i familjen stenbräckeväxter. Arten förekommer tillfälligt i Sverige, men reproducerar sig inte.

## Underarter
Arten delas in i följande underarter:
- S. c. cuneifolia
- S. c. robusta

## Bildgalleri

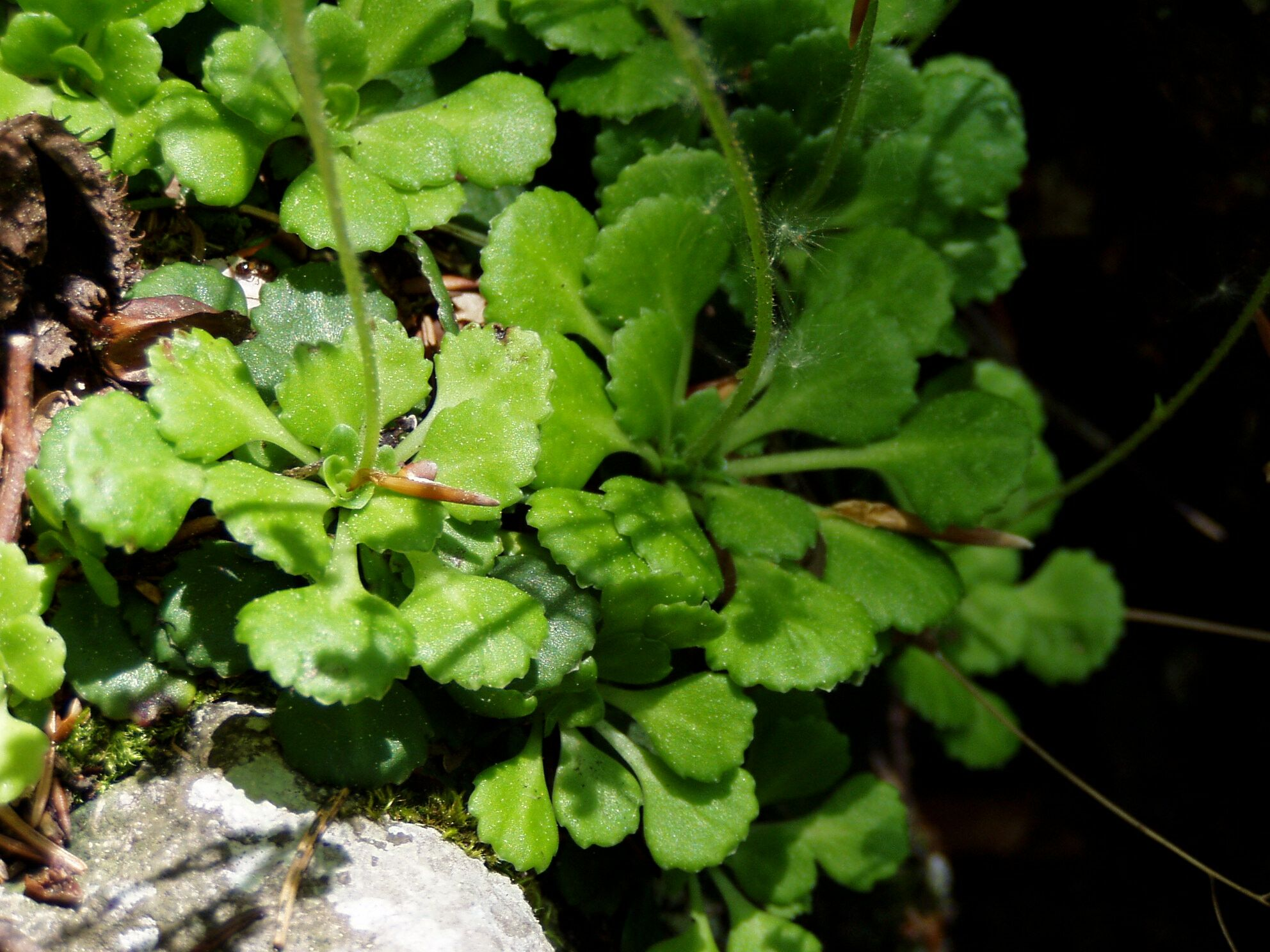